# Bad Fallingbostel
Bad Fallingbostel er en administrationsby og kommune i det nordlige Tyskland, beliggende under Landkreis Heidekreis i den centrale del af delstaten Niedersachsen. Byen og kommunen har et areal på 63,15 km², og et indbyggertal på knap 10.700 mennesker (2013)[kilde mangler]. Den er desuden hovedby i landkreisen.

## Geografi
Bad Fallingbostel er beliggende ved floden Böhme i den sydlige del af Lüneburger Heide mellem Soltau og Walsrode i landskabet Heidmark.

### Garnisonsby
I nærheden af byen ligger Europas største militære øvelsesområde (NATO-Truppenübungsplatz Bergen) og en tidligere kaserne for en britisk brigade, som forlod området i 2015. Under 2. verdenskrig var Fallingbostel hjemsted for krigsfangelejren Stalag XI B (357), hvor mellem 50.000 og 95.000 allierede krigsfanger var registreret og blev udstationeret til tvangsarbejde.

### Inddeling
I kommunen findes ud over selve Bad Fallingbostel, landsbyerne: Dorfmark, Riepe, Vierde, Jettebruch og Mengebostel.
Bad Fallingbostel er inddelt i kommunedelene:
- Mod vest: Idingen, Am Wiethop, Am Rooksberg.
- Mod nord: Adolphsheide, Große Heide, Lehmhorst, Klint.
- Mod øst: Ober- und Unter-Grünhagen.
- Mod syd: Am Weinberg, industriområde ved der Autobahn, Pröhlsfeld, Oerbker Berg.

### Nabobyer
Mod nord grænser kommunen op til Soltau, mod øst til det kommunefri område Osterheide, mod sydvest til Walsrode og mod vest til kommunen Bomlitz.